# Lista dos cem municípios mais populosos da região Nordeste do Brasil (2010)
Este anexo contem uma lista dos cem municípios mais populosos da Região Nordeste do Brasil, de acordo com a última contagem realizada pelo Instituto Brasileiro de Geografia e Estatística (IBGE) após o Censo 2010.

## Municípios
RKG ranking geral; RKF ranking' fora das regiões metropolitanas
| RKG | RKF | Município                | UF                  | População |
| --- | --- | ------------------------ | ------------------- | --------- |
| 1   | --  | Salvador                 | Bahia               | 2 676 606 |
| 2   | --  | Fortaleza                | Ceará               | 2 447 409 |
| 3   | --  | Recife                   | Pernambuco          | 1 536 934 |
| 4   | --  | São Luís                 | Maranhão            | 1 011 943 |
| 5   | --  | Maceió                   | Alagoas             | 932 608   |
| 6   | --  | Teresina                 | Piauí               | 814 439   |
| 7   | --  | Natal                    | Rio Grande do Norte | 803 811   |
| 8   | --  | João Pessoa              | Paraíba             | 723 514   |
| 9   | --  | Jaboatão                 | Pernambuco          | 644 699   |
| 10  | --  | Aracaju                  | Sergipe             | 570 937   |
| 11  | 1   | Feira de Santana         | Bahia               | 556 756   |
| 12  | 2   | Campina Grande           | Paraíba             | 385 276   |
| 13  | --  | Olinda                   | Pernambuco          | 375 559   |
| 14  | --  | Caucaia                  | Ceará               | 324 738   |
| 15  | 3   | Caruaru                  | Pernambuco          | 314 951   |
| 16  | 4   | Vitória da Conquista     | Bahia               | 306 374   |
| 17  | --  | Paulista                 | Pernambuco          | 300 611   |
| 18  | 5   | Petrolina                | Pernambuco          | 294 081   |
| 19  | 6   | Mossoró                  | Rio Grande do Norte | 259 886   |
| 20  | 7   | Juazeiro do Norte        | Ceará               | 249 936   |
| 21  | 8   | Imperatriz               | Maranhão            | 247 553   |
| 22  | --  | Camaçari                 | Bahia               | 242 984   |
| 23  | 9   | Arapiraca                | Alagoas             | 214 067   |
| 24  | --  | Maracanaú                | Ceará               | 209 748   |
| 25  | 10  | Itabuna                  | Bahia               | 204 710   |
| 26  | --  | Parnamirim               | Rio Grande do Norte | 202 413   |
| 27  | 11  | Juazeiro                 | Bahia               | 197 984   |
| 28  | 12  | Sobral                   | Ceará               | 188 271   |
| 29  | --  | Cabo de Santo Agostinho  | Pernambuco          | 185 123   |
| 30  | 13  | Ilhéus                   | Bahia               | 184 231   |
| 31  | --  | Lauro de Freitas         | Bahia               | 163 414   |
| 32  | --  | São José de Ribamar      | Maranhão            | 162 925   |
| 33  | --  | Nossa Senhora do Socorro | Sergipe             | 160 829   |
| 34  | --  | Timon                    | Maranhão            | 155 396   |
| 35  | 14  | Caxias                   | Maranhão            | 155 202   |
| 36  | 15  | Jequié                   | Bahia               | 151 921   |
| 37  | 16  | Parnaíba                 | Piauí               | 145 729   |
| 38  | --  | Camaragibe               | Pernambuco          | 144 506   |
| 39  | 17  | Alagoinhas               | Bahia               | 142 160   |
| 40  | 18  | Teixeira de Freitas      | Bahia               | 138 491   |
| 41  | 19  | Barreiras                | Bahia               | 137 428   |
| 42  | 20  | Vitória de Santo Antão   | Pernambuco          | 130 540   |
| 43  | 21  | Garanhuns                | Pernambuco          | 129 392   |
| 44  | 22  | Porto Seguro             | Bahia               | 126 770   |
| 45  | 23  | Crato                    | Ceará               | 121 462   |
| 46  | --  | Santa Rita               | Paraíba             | 120 333   |
| 47  | 24  | Codó                     | Maranhão            | 118 072   |
| 48  | --  | Simões Filho             | Bahia               | 118 020   |
| 49  | 25  | Itapipoca                | Ceará               | 116 065   |
| 50  | --  | Maranguape               | Ceará               | 112 926   |
| 51  | 26  | Paulo Afonso             | Bahia               | 108 419   |
| 52  | --  | Paço do Lumiar           | Maranhão            | 104 881   |
| 53  | 27  | Açailândia               | Maranhão            | 104 013   |
| 54  | --  | São Lourenço da Mata     | Pernambuco          | 102 956   |
| 55  | --  | Igarassu                 | Pernambuco          | 101 987   |
| 56  | 28  | Patos                    | Paraíba             | 100 695   |
| 57  | 29  | Eunápolis                | Bahia               | 100 246   |
| 58  | 30  | Bacabal                  | Maranhão            | 99 960    |
| 59  | --  | Bayeux                   | Paraíba             | 99 758    |
| 60  | 31  | Iguatu                   | Ceará               | 96 523    |
| 61  | 32  | Lagarto                  | Sergipe             | 94 852    |
| 62  | --  | Abreu e Lima             | Pernambuco          | 94 428    |
| 63  | --  | Santo Antônio de Jesus   | Bahia               | 90 949    |
| 64  | 33  | Valença                  | Bahia               | 88 729    |
| 65  | --  | São Gonçalo do Amarante  | Rio Grande do Norte | 87 700    |
| 66  | 34  | Santa Cruz do Capibaribe | Pernambuco          | 87 538    |
| 67  | 35  | Itabaiana                | Sergipe             | 86 981    |
| 68  | 36  | Balsas                   | Maranhão            | 83 537    |
| 69  | --  | Candeias                 | Bahia               | 83 077    |
| 70  | 37  | Barra do Corda           | Maranhão            | 82 692    |
| 71  | 38  | Quixadá                  | Ceará               | 80 605    |
| 72  | --  | Ipojuca                  | Pernambuco          | 80 542    |
| 73  | 39  | Jacobina                 | Bahia               | 79 285    |
| 74  | 40  | Serra Talhada            | Pernambuco          | 79 241    |
| 75  | --  | São Cristóvão            | Sergipe             | 78 876    |
| 76  | 41  | Guanambi                 | Bahia               | 78 801    |
| 77  | 42  | Santa Inês               | Maranhão            | 78 182    |
| 78  | 43  | Pinheiro                 | Maranhão            | 78 147    |
| 79  | 44  | Araripina                | Pernambuco          | 77 363    |
| 80  | 45  | Serrinha                 | Bahia               | 77 285    |
| 81  | 46  | Gravatá                  | Pernambuco          | 76 669    |
| 82  | 47  | Goiana                   | Pernambuco          | 75 648    |
| 83  | 48  | Carpina                  | Pernambuco          | 74 851    |
| 84  | 49  | Canindé                  | Ceará               | 74 486    |
| 85  | 50  | Senhor do Bonfim         | Bahia               | 74 431    |
| 86  | 51  | Picos                    | Piauí               | 73 417    |
| 87  | 52  | Chapadinha               | Maranhão            | 73 281    |
| 88  | 53  | Crateús                  | Ceará               | 72 853    |
| 89  | --  | Aquiraz                  | Ceará               | 72 651    |
| 90  | 54  | Belo Jardim              | Pernambuco          | 72 412    |
| 91  | --  | Pacatuba                 | Ceará               | 72 249    |
| 92  | 55  | Quixeramobim             | Ceará               | 71 912    |
| 93  | 56  | Palmeira dos Índios      | Alagoas             | 70 434    |
| 94  | 57  | Russas                   | Ceará               | 69 892    |
| 95  | 58  | Macaíba                  | Rio Grande do Norte | 69 538    |
| 96  | 59  | Santa Luzia              | Maranhão            | 69 392    |
| 97  | 60  | Aracati                  | Ceará               | 69 167    |
| 98  | 61  | Arcoverde                | Pernambuco          | 69 157    |
| 99  | 62  | Tianguá                  | Ceará               | 68 901    |
| 100 | 63  | Rio Largo                | Alagoas             | 68 512    |

## Quantidade de municípios por estado
Os estados que tiveram mais municipios foram Bahia (24), Pernambuco (23) e Ceará (18), os que menos tiveram municipios foram Rio Grande do Norte (4), Piaui(3), e Alagoas (3). Veja a lista Completa:
| Posição | Estado              | Nº de Municipios | Tatal População |
| ------- | ------------------- | ---------------- | --------------- |
| 1       | Bahia               | 24               | 6.613.839       |
| 2       | Pernambuco          | 23               | 5.145.772       |
| 3       | Ceará               | 18               | 4.261.669       |
| 4       | Maranhão            | 15               | 2.559.319       |
| 5       | Paraíba             | 5                | 1.409.704       |
| 6       | Sergipe             | 5                | 953.515         |
| 7       | Rio Grande do Norte | 4                | 1.315.449       |
| 8       | Piauí               | 3                | 1.021.617       |
| 9       | Alagoas             | 3                | 1.219.399       |

% da População do estado:
Segundo a tabela o Estado em que a Porcentagem e Maior e no Estado de Pernambuco onde 58% da População está em Apenas 23 Municipios. O menor Índice é no estado do Piauí, 33%. Somando a população de todas as 100 maiores cidades do Nordeste teremos um resultado em que diz que cerca de 45% da população está concentrada nessas Áreas e que 13% da População do Brasil.
| Estado              | População  | % do Estado |
| ------------------- | ---------- | ----------- |
| Bahia               | 6.613.839  | 46%         |
| Pernambuco          | 5.145.772  | 58%         |
| Ceará               | 4.261.669  | 50%         |
| Maranhão            | 2.559.319  | 42%         |
| Paraíba             | 1.409.704  | 37%         |
| Rio Grande do Norte | 1.315.449  | 41%         |
| Alagoas             | 1.219.399  | 49%         |
| Piauí               | 1.021.617  | 33%         |
| Sergipe             | 953.515    | 48%         |
| Nordeste            | 23.478.687 | 44%         |
| Brasil              | -          | 13%         |